# 諾艾爾 (原神)
諾艾爾是米哈遊開發電子遊戲《原神》中的虛構角色，為2020年遊戲公測後首批可玩角色之一。她是遊戲中虛構國家蒙德的西風騎士團所屬女僕，有著成為西風騎士的夢想。諾艾爾的中文配音為宴宁，日文配音為高尾奏音，韓文配音為李甫熙，英文配音為劳拉·费伊·史密斯。

## 創作及設計
諾艾爾是2020年3月《原神》內測期間推出的角色，米哈遊在社交平台公佈了角色的設定，諾艾爾是蒙德城知名的「萬能女僕」，能乾淨利索地完成城內各類的生活問題，做事一絲不苟。她夢想成為西風騎士團的騎士，由於不符合資格而選擇在騎士團總部就任女僕，在完成日常的工作後就會去騎士的訓練場觀摩學習。她的服飾和女僕身份相稱，同時也有女僕以外的元素，如頭戴一頂祭司帽，身穿白色和金色為主色的胸甲、肩甲和盔甲靴，衣服上還有一些玫瑰和蝴蝶結作為裝飾。2021年《原神》與肯德基合作進行的推廣活動中，諾艾爾和遊戲中另一個角色迪盧克作為活動的宣傳角色以新的形象出現，這個形象的諾艾爾更具有現代生活氣息，同時也展現出和遊戲不一樣的氣質。角色的生日為3月21日，2022年《原神》的日本營運方曾發佈以諾艾爾為背景3月月曆。
在遊戲公測早期，諾艾爾並沒有在遊戲的主線和任務中登場，僅有數個相關的角色在語音中有提及過他們對諾艾爾的看法。其中西風騎士團代理團長琴在相關話題中表現出對諾艾爾的認可，只是琴認為諾艾爾的性格過於軟弱，不願讓她過早接觸外界的兇惡，所以拒絕了她的入團申請。直到遊戲1.4版本更新了諾艾爾的邀約任務，旅行者（玩家）才有機會去了解諾艾爾，新增的劇情類似美少女遊戲，玩家能與諾艾爾進行互動，了解角色的心路歷程。
角色的日文配音是高尾奏音，高尾奏音對角色的第一印象是端莊文雅的少女，角色有著與年齡不符的成熟，高尾奏音在聲演時希望能展示出角色有少女天真爛漫的一面，在演出時格外專注於表達出這些細節。英文配音是聲演《瑪利歐系列》中羅潔塔的蘿拉·菲·史密夫。

## 作品中表現

### 角色故事
諾艾爾出身自蒙德城，和當地青年一樣有著成為西風騎士的夢想，雖然多次報名騎士選拔落選，但是她並沒有放棄，為了更好地學習騎士的知識就任騎士團的女僕。諾艾爾做事乾淨利落，工作一絲不苟，在蒙德城有著「萬能女僕」的稱號。騎士團的女僕工作經常觸及各類機密，諾艾爾以花語為「守口如瓶」的玫瑰為飾物，不斷提醒自己嚴守秘密。她為人熱情也樂於助人，甚至願意作出犧牲去幫助他人，曾隻身去营救在雪山中落難的冒險者，救援之後自身重病不起。

### 角色玩法
遊戲初期有一個提供給新人玩家的祈願活動，諾艾爾是這個祈願活動的專屬角色，玩家必然會在祈願中讓諾艾爾加入隊伍。她是玩家早期能獲得的岩元素雙手劍角色，諾艾爾在遊戲中的定位是輔助型角色，她能提高隊伍中角色的防御力，也有一定的治愈能力。在獲得全命座後，角色的元素爆發會獲得加強，這時諾艾爾也適合作為進攻型角色。

## 反響及評價
諾艾爾由於角色玩法對於初學者來說較為容易上手，角色設定也吸引人，加上諾艾爾是祈願系統必定入手的角色，她在玩家間有不俗的人氣。Screen Rant曾報道有一名為Memorii的玩家，為了慶祝諾艾爾的生日，用了兩個月時間在遊戲中準備了1000個諾艾爾的特色食品「厚雲朵鬆餅」。
在角色玩法方面，由於雙手劍在採礦方面具有優勢，諾艾爾作為玩家必然入手的雙手劍角色，一般被玩家視為挖礦用的十字鎬。遊戲媒體普遍認為角色在遊戲初期很實用，同時也指出角色在中後期很容易被其他角色替代，培養成本也很高。ScreenRant的利亞納·薩加多認為諾艾爾是遊戲中唯一真正的坦克型角色，高防禦、具有護盾和治療能力的諾艾爾能獨自應對戰鬥，元素爆發也能造成不俗的傷害輸出，操作對新人玩家很友善。麗娜·哈森認為諾艾爾在遊戲早期很實用，擁有護盾和治愈能力讓諾艾爾成為比芭芭拉更全面的輔助角色。Game Rant的認為諾艾爾很容易上手，她能很好地融入大部分的隊伍組合，遊戲中沒有其他角色比她有更好的兼容性。遊戲日報的編輯南山虎表示諾艾爾有成為「人形高達」的潛力，「但是她的养成和提升是一件很漫长甚至困难的事」。電玩巴士評價角色「使用双手剑的攻击对战斗和探索都很有帮助」，技能「可以回复HP，在BOSS战中很可贵」。
角色的劇情設計方面，Game Rant的編輯布列塔尼·芬利認為諾艾爾的邀約傳奇任務充滿浪漫的色彩和可愛的剪影，其中「紙玫瑰的低語」結局是岩元素角色劇情中最好和最浪漫的結局。
在2021年《原神》與肯德基合作進行的推廣活動中，米哈遊在遊戲中推出關聯的活動和與諾艾爾新形象相關的表情包貼圖，而中國大陸的肯德基門店推出限量的諾艾爾角色徽章和明信片。活動吸引大量玩家前往肯德基門店，大量人群聚集導致部分位於上海和杭州的門店以違反2019冠状病毒病防疫措施為由停止活動。